# Casaprota
Casaprota ist eine italienische Gemeinde in der Provinz Rieti in der Region Latium mit 670 Einwohnern (Stand 31. Dezember 2023). Sie liegt 62 km nördlich von Rom und 23 km südlich von Rieti.

## Geographie
Casaprota liegt auf einem Hügel oberhalb des Tals des Farfa in den Sabiner Bergen. Zur Gemeinde gehört der Ortsteil Collelungo Sabino.
Casaprota ist Mitglied der Comunità Montana dei Monti Sabini.
Die Nachbarorte sind Frasso Sabino, Mompeo, Montenero Sabino, Poggio Nativo, Poggio San Lorenzo und Torricella in Sabina.

### Verkehr
Casaprota liegt an der Via Salaria SS 4, die von Rom über Ascoli Piceno an die Adriaküste bei Porto d’Ascoli führt.

## Geschichte
776 wurde Casa Perotae erstmals erwähnt. Der Name weist vielleicht auf eine antike Gründung hin. Im 10. Jahrhundert gehörte es als Fundus Casaprotae zur Abtei Farfa. Im 11. und 12. Jahrhundert besaß ihn die Adelsfamilie der Brancaleoni, ein Zweig der Familie De Romania, die es schließlich 1476 an die Orsini verkauften. Diese behielten ihn mit verschiedenen Familienzweigen bis zum Jahre 1604, als sie ihn der Camera Apostolica verkauften. 1817 kam es zum Orte Mompeo, später aber wurde es eine selbständige Kommune. Das Statutum des Ortes, das heute in der Vatikanischen Bibliothek aufbewahrt wird, entstammt dem Mittelalter. Eine Aufstellung von 1854 nennt alle Details zu den Personen und Berufen in Casaprota.

## Bevölkerungsentwicklung
| Jahr      | 1861 | 1881 | 1901 | 1921 | 1936 | 1951 | 1971 | 1991 | 2001 |
| --------- | ---- | ---- | ---- | ---- | ---- | ---- | ---- | ---- | ---- |
| Einwohner | 986  | 1132 | 1233 | 1285 | 1297 | 1198 | 785  | 695  | 686  |

Quelle: ISTAT

## Politik
Marcello Ratini (Lista Civica: La Torre) wurde am 11. Juni 2017 zum neuen Bürgermeister gewählt.

## Sehenswürdigkeiten
- Die Kirche Santa Maria della Neve in Collelungo ist eine klassizistische Überformung eines früheren Gotteshauses. Sie ist interessant durch ihr gestauchtes Tonnengewölbe.
- Die Friedhofskirche San Clemente, gleichfalls in Collelungo, enthält Fresken zur Geschichte des Titelheiligen.
- Die Kirche San Domenico in Casaprota wurde als hochmittelalterlicher Bau um 1800 durch Kardinal Ippolito Vincenti Mareri im damaligen Stile umgeformt.
- Der Palazzo Baronale, zuvor die Burg, hat einen hohen Rundturm mit kleinerem Aufsatz und wird heute als Palazzo Filippi bezeichnet.

## Kulinarische Spezialitäten
- Olio Extra Vergine Sabina DOP.

## Veranstaltungen
Sagra della Bruschetta am letzten Januar-Wochenende.

## Töchter und Söhne der Gemeinde
Ippolito Vincenti Mareri (1738–1811), Kardinalbischof der Sabina und Förderer des Ortes, geboren in Rieti.